# Hotel NH Praha
Hotel NH Prague City a NH Collection Prague (dříve Mövenpick Hotel) je jeden z největších hotelů v Praze, nachází se v pražské čtvrti Smíchov v městské části Praha 5 a byl vystavěn v 90. letech 20. století. Po odchodu řetězce Mövenpick z ČR byl hotel v říjnu 2012 přejmenován na NH Prague City a NH Collection Prague. Budovy hotelu se nacházejí v parku Mrázovka a jsou spojeny lanovou dráhou (šikmým výtahem). Jedná se o jediný takový hotel svého druhu ve střední Evropě. Spodní budova je koncipována jako NH Prague City a horní jako NH Collection Prague. Horní budova má vyšší kvalitu služeb a obecně je považována za vyšší standard. Hotel je provozován pod hlavičkou španělského řetězce NH Hotels Group. Vlastníkem a provozovatelem budovy a pozemků je společnost MP Development, a. s. V těsné blízkosti hotelu se nachází Vila Bertramka, dům Karla Gotta, nákupní centrum Nový Smíchov sportoviště Mrázovka a přístup na metro.

## Historie
Budova hotelu byla vystavěna na místě bývalých činžovních domů, které byly buď zničeny za války, případně ustoupily plánované výstavbě městského okruhu a tunelu Mrázovka. Za hlavního projektanta stavby hotelu byl vybrán vídeňský architekt Heinz Neumann. Který před sebou neměl úplně snadnou úlohu. Svah s parkem Mrázovka nebyl po předchozí demolici staré činžovní zástavby stabilizován. Bylo tedy nutné vytvořit a do pevného podloží zakotvit železobetonovou stěnu a zrekonstruovat zanedbané návazné inženýrské sítě. Poté bylo z velké stavební jámy odtěženo 60 000 m³ zeminy. jednak pro základy stavby, ale též pro podzemní garáže. Zde následně vznikla spodní část hotelu. Na horní části kopce Mrázovka vznikl objekt druhý objekt hotelu se 136 pokoji, restaurací, vyhlídkovou terasou, barem a salonky. Jelikož pozemky, na nichž je tato část hotelu postavena, má ve vlastnictví TJ Sokol I. Smíchov, byla s investorem uzavřena dohoda, že část nájmu bude uhrazena formou obnovy zchátralého sportovního areálu jednoty. 
Stavba hotelu Mövenpick byla důkladně prezentována i v médiích. V tisku se objevovaly i architektonické studie, a jak pokračovala stavba, i fotografie vznikajících interiéru. Velký zájem vyvolala lanová dráha. Zkušební hotelový provoz byl zahájen 1. března 1996, kdy byli v hotelu dočasně ubytováni pracovníci stavební firmy provádějící dokončovací práce. K slavnostnímu otevření hotelu došlo v polovině června 1996. Mezi mnoha pozvanými hosty byl mimo jiné i Karel Gott, či tehdejší pražský primátor Jan Koukal.

## NH Prague City
Spodní budova se nachází na ulici Mozartova, v těsné blízkosti tunelu Mrázovka a poměrně frekventované ulice Duškova. Budova má kapacitu 308 pokojů (jednolůžkové, family room, duplex, bezbariérové). Atrium budovy je prosklené a budova má 8 nadzemních podlaží a podzemní garáž se dvěma patry a kapacitou až 90 parkovacích míst. Hotel nabízí pro hotelové hosty i ruční mytí vozidel přímo v hotelové garáži. V budově se nachází také restaurace Costa Praga k podávání snídaní a Red bar. Součástí budovy je několik velkokapacitních konferenčních místností, posilovna a sauna.  

## NH Collection Prague
Horní budova která je zcela zasazena do okolního parku Mrázovka a sousedí se sportovním areálem má kapacitu 136 pokojů a je považována za vyšší standard kvality oproti budově spodní. V budově se nachází restaurace Ristorante Il Giardino Toscano, která primárně vytváří pokrmy, které evokují italský region Toskánsko, Sky bar s výhledem na panorama Prahy, bazén, whirlpool a saunu.  

## Zajímavosti
- V těsné blízkosti hotelu se nachází vila Karla Gotta,[5][6] z některých pokojů je na vilu pěkný výhled a tak byl hotel v minulosti často využíván fanynkami zpěváka v touze zahlédnout ho při ranní kávě na terase jeho domu.
- Každoročně jsou prostory hotelu využívány pro potřeby Miss Česká republika, FAČR a AC Sparta Praha.
- Již několik let v hotelu slaví své narozeniny producent František Janeček.